# Skaidiškės
Skaidiškės är en ort i Litauen. Den ligger i den sydöstra delen av landet, 10 km sydost om huvudstaden Vilnius. Skaidiškės ligger 207 meter över havet och antalet invånare är 4 457.
Terrängen runt Skaidiškės är platt. Runt Skaidiškės är det ganska glesbefolkat, med 43 invånare per kvadratkilometer. Närmaste större samhälle är Vilnius, 10,4 km nordväst om Skaidiškės. I omgivningarna runt Skaidiškės växer i huvudsak blandskog.